# 岐南インターチェンジ

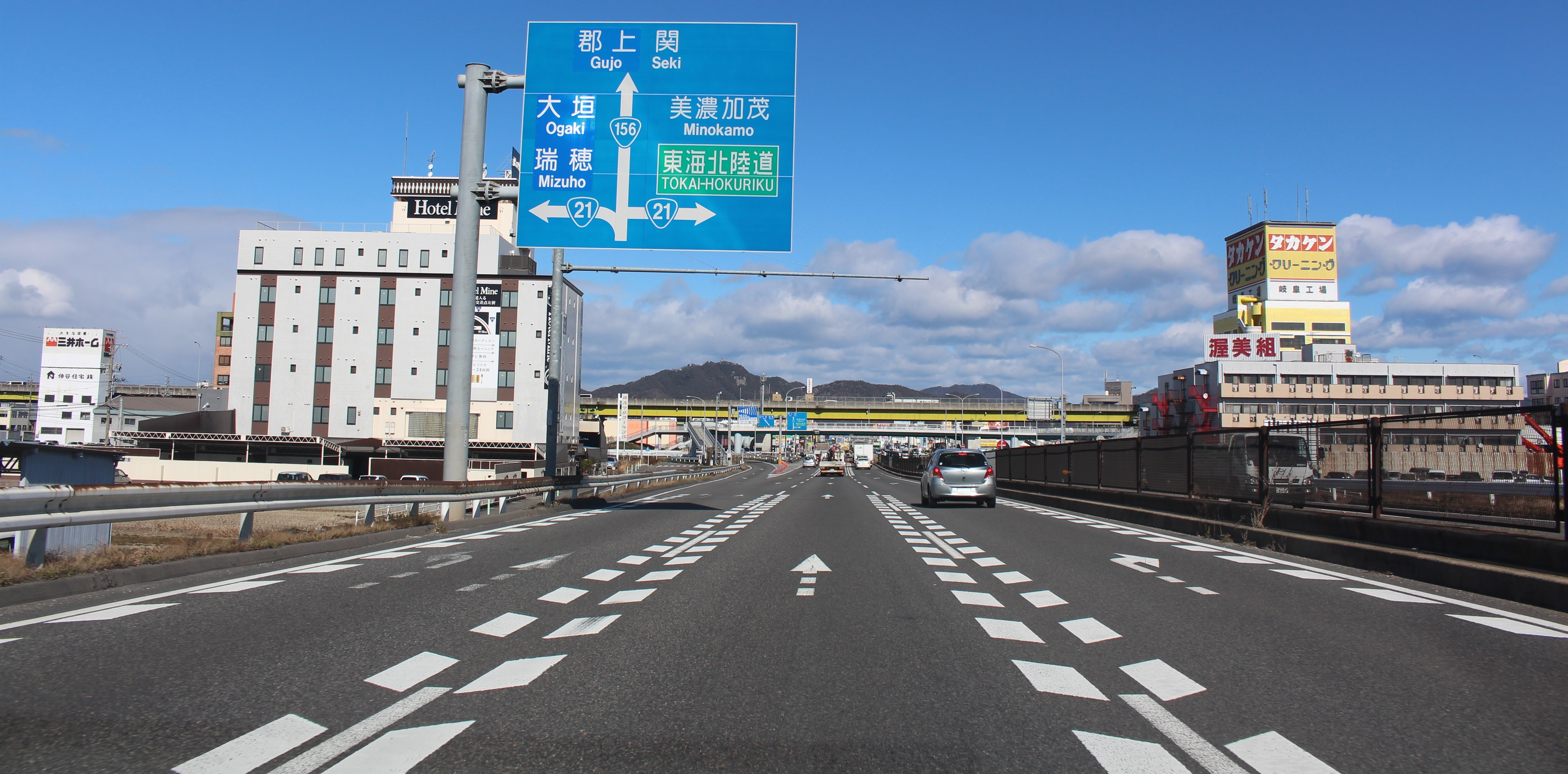
国道22号（名岐バイパス）の南側から望む岐南インターチェンジ

岐南インターチェンジ（ぎなんインターチェンジ）は、岐阜県羽島郡岐南町にあるインターチェンジである。
岐大バイパス（国道21号）、名岐バイパス（国道22号）、岐阜東バイパス（国道156号）が交差する。岐阜県内で最も交通量が多い。

## 概要
国道21号は東西の高架道路である。平面で北方向に国道156号、南方向に国道22号が交わる。正確には国道22号と国道156号の起終点は岐阜市茜部本郷（国道157号、岐阜県道183号正木岐阜線交点）なので、岐南インターチェンジから西方向は、3つの国道の重複区間である。
1974年（昭和49年）、岐大バイパス開通により岐南インターチェンジが設置される。開設当初は平面インターチェンジであったこともあり、交通事故多発地帯として、岐阜県内で毎年ワースト1位という不名誉な交差点であった。
1988年（昭和63年）ころから国道21号の高架工事が行われる。高架された現在は、ワースト1位ではないとはいえ、朝晩の渋滞、交通事故多発地帯である。国道21号が4車線であり、そこへ6車線である国道22号からの合流が多いのがネックという。
3つの国道の交わるインターチェンジであるが、21号の高架への西側接続道路（大垣市方面）には八剣交差点で岐南町町道と交差し、東側接続道路（各務原市方面）には岐阜県道179号中野上印食線からの道路（側道）が合流する。また、国道22号北行き、国道156号南行きは岐南インター交差点で片側2車線に減少する。（第3通行帯が右折レーンになる為）このため、渋滞に拍車をかけている。
岐南インター交差点には、事故防止のため矢印式信号機が設置されており、直進と右折が分離されている（左折は常時可能）。岐南インター交差点西隣の八剣交差点も同じく直進、左折と右折が分離される矢印式信号機となっている（八剣交差点は東西方向のみ）。また岐南インター交差点にはかつては450mm信号機が設置されていたが、南北は2012年（平成24年）11月、東西は2014年（平成26年）1月にLED信号機に交換されている。八剣交差点については当初は直進、左折は青信号で誘導しており、右折のみ矢印で誘導するサイクルだったが2008年（平成20年）に直進、左折も矢印で分離する方式に変更され、2015年（平成27年）にLED信号機に更新されている。

## 周辺
- 岐南町役場
- フォーカスポーカス
- 岐南町総合体育館
- 岐阜バス岐南営業所（岐阜バス観光）
- エスラインギフ